# Маркос Вафіадіс
Маркос Вафіадіс (грец. Μάρκος Βαφειάδης, 1906 — 23 лютого 1992) — один з керівників Комуністичної партії Греції та грецького Опору проти потрійної німецько-італійсько-болгарської окупації 1941–1944 років.

## Діяльність
Під його командуванням частини Народно-визвольної армії Греції (ЕЛАС) визволили у жовтні 1944 року місто Салоніки.
Очолював командування Демократичної армії під час громадянської війни (1946–1949). Після поразки у тій війні емігрував до СРСР, де пережив крах комуністичного режиму й незадовго до смерті повернувся на батьківщину.